# Френч, Джон
Джон Дентон Пинкстон Френч, 1-й граф Ипрский (с 5 июня 1922) (англ. John Denton Pinkstone French, 1st Earl of Ypres; 28 сентября 1852, Рипл, графство Кент — 22 мая 1925, Дил, графство Кент) — британский военачальник, фельдмаршал (3 июня 1913).

## Начало военной службы
Сын офицера Королевского военно-морского флота. В 1866 году поступил юнгой во флот, затем учился в военно-морском училище в Портсмуте. Однако вскоре после его окончания в 1870 году перешел в милиционные войска, а с 1874 года служил в 8-м Королевском Ирландском гусарском полку в чине лейтенанта. В 1880 году произведён в капитаны. В 1884—1885 годах участвовал в колониальной экспедиции британских войск в Судан, известной как «Нильская экспедиция».

## На старших офицерских и генеральских должностях
С 1889 года командовал 19-м гусарским полком. С 1893 года — помощник генерал-адъютанта Её Величества, полковник (1895). С 1897 года — командир 2-й кавалерийской бригады. В 1899 году назначен командиром 1-й кавалерийской бригады, но в том же году направлен в Южную Африку. В период англо-бурской войны командовал кавалерийской дивизией. В 1900 году во главе 5-тысячного отряда снял осаду с города Кимберли, затем успешно действовал при оккупации восточных районов Республики Трансвааль. Эта война сделала имя Френча знаменитым, он произведён в генерал-майоры (1899). В 1900 году получил звание рыцаря.
С 1902 года — начальник крупнейшего в Великобритании Олдершотского военного лагеря, генерал-лейтенант (1902). С 1907 года — генерал-инспектор Вооружённых сил, в том же году произведён в генералы. С 1912 года — начальник Императорского Генерального штаба. 3 июня 1913 года произведён в фельдмаршалы. В апреле 1914 года из-за нежелания подчиниться постановлению правительства об использовании войск в Ольстере вынужден был покинуть свой пост и был уволен в отставку.

## Первая мировая война
С началом Первой мировой войны возвращён на службу и назначен Главнокомандующим Британскими экспедиционными силами (БЭС) во Франции, которые действовали на западно-европейском театре войны. Френч не был подчинен французскому командованию и имел полномочия от британского правительства сохранять в своих действиях полную самостоятельность. Результатом неукоснительного выполнения Френчем этого решения стало отсутствие согласованности между французским и английским военным командованием в первый год войны, что крайне отрицательно сказалось на ходе военных действий. Кроме того, обладая упрямым и неуживчивым характером, Френч постоянно конфликтовал с собственным военным министерством, командованием флота, другими лицами.
Первоначально численность БЭС была определена в два армейских корпуса по две пехотные дивизии в каждом, отдельные кавалерийская дивизия, пехотная и кавалерийская бригады, всего 87 000 человек, 328 орудий. Затем численность БЭС постоянно возрастала и к моменту отзыва Френча превысила 1 000 000 человек (31 дивизия). С 4 августа 1914 года началось сосредоточение БЭС в британских портах, с 9 августа — высадка во французских портах, к 20 августа БЭС сосредоточились в районе Мобеж-Ле-Като. Френч должен был совместно с 5-й французской армией наступать на Суаньи, обеспечивая левый фланг наступления 3-й и 4-й французских армий. 23 августа английские войска вступили в сражение с наступавшими навстречу германскими войсками, а уже 24 августа Френч начал отвод войск. Все попытки французского командования организовать взаимодействие Френч категорически отвергал. 31 августа командующий французскими армиями Жозеф Жоффр добился от английского правительства подписания директивы, которая обязывала Френча координировать свои действия с союзником.
Во время битвы на Марне Френч проявил медлительность и нерешительность: имея перед своими войсками разрыв в 30 километров между 1-й и 2-й германскими армиями, простоял в бездействии. Только когда французские силы начали атаку на этом направлении, начал медленное продвижение вперёд, упустив возможность решительной победы.
В конце сентября 1914 года по настоянию Френча, опасавшегося за безопасность портов, БЭС были переброшены во Фландрию с целью приближения их к Великобритании и к своим базам в Кале и Булони. Там БЭС участвовали в сражениях Бега к морю в конце сентября — середине октября. В конце октября — ноябре в период сражения во Фландрии части БЭС смогли в целом удержать свои позиции. В декабре 1914 года БЭС были разделены на 2 армии, в июле 1915 года была сформирована 3-я армия. В ходе весеннего наступления в Шампани провёл частную операцию у Нев-Шапель, окончившуюся безуспешно и с огромными потерями. Прекратил наступление, не известив об этом французское командование. В результате на конференции в Шантильи в марте 1915 года французское командование в категорической форме поставило вопрос о несогласованности действий английских и французских войск. Хотя добиться введения единого командования тогда не удалось, английское правительство было вынуждено обязать Френча более тесно взаимодействовать с французским командованием.
В апреле 1915 года потерпел поражение в битве у Ипра, а в наступательных операциях в мае и в сентябре 1915 года сумел добиться только частных успехов (захват первой линии обороны) с большими потерями. Непрекращающиеся конфликты Френча с французским командованием с одной стороны, с военным министром Горацием Китченером с другой стороны и с собственными армейскими и корпусными командирами с третьей стороны, вынудили британское правительство в декабре 1915 года отозвать Френча из Франции. На должность Главнокомандующего БЭС был назначен Дуглас Хейг (впоследствии оба Главнокомандующих резко отрицательно отзывались друг о друге).
С 19 декабря 1915 года занимал высокий, но более почётный чем реально значимый пост Главнокомандующего войсками в метрополии. 1 января 1916 года получил титул виконта Хайлейкского.

## Френч в Ирландии
С 8 мая 1918 года занимал пост лорда-лейтенанта (наместника) Ирландии. Будучи непримиримым противником национально-освободительного движения ирландцев и каких-либо уступок им со стороны Великобритании, Френч своими жёсткими действиями во многом спровоцировал начало войны за независимость Ирландии в 1919 году. В ходе войны практиковал жестокие методы, сторонник применения широкого террора. В декабре того же года боевиками Ирландской республиканской армии совершено покушение на жизнь Френча (из засады был обстрелян автомобиль, в котором он находился), но он не пострадал. Не сумев добиться подавления освободительного движения, правительство Великобритании в апреле 1921 года отозвало Френча из Ирландии, и в том же году предоставило Ирландскому свободному государству статус доминиона, предоставив Ирландии полное самоуправление, но оставив под контролем вооружённые силы и внешнюю политику.

## Последние годы
В 1921 году вышел в отставку. В следующем году получил титул графа. Автор воспоминаний «1914», «Жизнь фельдмаршала сэра Джона Френча» (на англ. яз., Лондон, 1931) и других. Похоронен в родном городе Риппле.

## Награды
- Орден Святого Патрика (1917)
- Рыцарь Большого креста Ордена Бани (1909)
- Рыцарь-командор Ордена Бани (1900)
- Рыцарь Большого креста Королевского Викторианского ордена (1905)
- Рыцарь-командор Ордена Святого Михаила и Святого Георгия (1902)
- Орден Святого Александра Невского (Россия, 23 ноября 1908)
- Орден Заслуг (3 декабря 1914)
- Кавалер большого креста Ордена Леопольда I (Бельгия, 24 февраля 1916)
- Кавалер большого креста Ордена Святых Маврикия и Лазаря (Италия, 26 мая 1917)
- Орден Святого Георгия 3-й степени (Россия, 27 ноября 1914)
- Орден Почётного легиона, большой крест (Франция, 1915/1918)
- Орден Звезды Карагеоргия 1-й степени с мечами (Сербия, 10 сентября 1918)
- Военным крест 1914—1918 (Франция, 22 февраля 1916)
- Орден Восходящего солнца с цветами павловнии (Япония, 9 ноября 1918)
- Титул виконта Хайлейкского (1 января 1916)
- Титул графа Ипрского (5 июня 1922)